# Маттерн, Александр Кондратьевич
Александр Кондратьевич Маттерн (19 апреля 1886 — 4 июня 1942) — поволжсконемецкий советский журналист, атеистический пропагандист, преподаватель.

## Биография
Александр Маттерн родился в крупном немецком селении/колонии Зельман (русс. Ровное)  Самарской губернии в ремесленнической семье: отец был кондитером, а мать – портнихой. В июне 1907 г. окончил семь классов Аткарского реального училища, а в июне 1912 года сдал экстерном дополнительные предметы по гимназиальному курсу в первой Саратовской гимназии.  После окончания училища работал школьным учителем, в 1910-1913 в Центральном русском училище для немецких поселенцев-собственников (бывших колонистов) в селении Лесной Карамыш (нем. Гримм) , Саратовской губернии. В сентябре 1913 поступил в Юрьевский, быв. Дерптский университет, сначала на физико-математическое, а в марте 1914 перевелся на богословское отделение. Состоял членом корпорации Тевтония. Окончил университет в июне 1917 г. со званием действительного студента и поступил на практику к пастору Ланкау в Екатеринограде (Баронске), он же Екатериненштадт, для подготовки к самостоятельной службе.
После большевистского переворота А. Маттерн один из немногих лиц духовного звания, перешедших на сторону новую власть и активно ее поддерживавших. С 1918 г. он работает инструктором-редактором в Областном отделе народного образования, секретарем Экономического совещания Области немцев Поволжья, преподает в школах и техникумах Марксштадта и  Энгельса. Являлся членом ВКП(б), но по некоторым данным, был в ходе одной из партийных чисток в середине 1930-х из нее исключен.  Автор и переводчик пособий для неграмотных и малограмотных. Был одним из основных атеистических идеологов в Республике немцев Поволжья, активно участвовал в движении воинствующих безбожников.
Среди пасторов и верующих Маттерн считался ренегатом, снабжающим идеологического противника аргументами для развала ев.-лютеранской церкви и дискредитации религии. Его земляк и бывшый сокурсник по теологическому факультету, эмигрировавший в Германию  Иоганнес Штенцель, характеризовал его "черной (паршивой) овцой среди пасторов из поволжских немцев". По его словам, Маттерн анализировал Библию с классовой точки зрения: евангелист Иоанн Богослов характеризовался как рыбак-кулак, сборщик податей евангелист Матвей как эксплуататор, Лука был знахарь-шарлатан, а не врач, апостол Павел изображался как работорговец и т.д. Для броского лозунга атеистов "Религия - опиум для народа" Маттерн поставлял таким образом "доказательства". 
Несмотря на несомненные заслуги перед советской властью, репрессии не обошли его стороной: 31 октября 1940 г. А. Маттерн был приговорен Верховным судом АССР немцев Поволжья к 8 годам ИТЛ. Срок отбывал в Унжлаге, где на него в январе 1942 г. было заведено новое дело по обвинению в антисоветской агитации и пропаганде (ст. 58-10, ч. 2 и 58-11). Умер в лагере. 

## Список основных публикаций
- Область Немцев Поволжья. Отчет Обэкономсовещания за время с 1 октября 1921 г. по 1 января 1922 г. / Данный отчет сост.: зав. облстатбюро С.С.Каппес, отв. сост. отчета И.И.Миллер, предоблисполкома А.Ф.Моор, секр. экономсов. А.К.Маттерн. Марксштадт 1922
- Unsere ökonomische Lage. Sammelwerk in 5 Heften. Verfasst im Auftrag des Gebietsvollzugskomitees zum 9. Gebietsrätekongress von A. Mattern. Marxstadt 1922
- Harder D., Mattern A. Im Lande der Räte : Lese- u. Arbeitsbuch für dt. Kollektivisten u. Bauern. Moskau : Zentral-Völker-Verl. 1930
- Nun können wir lesen! / Allrussische ausserordentliche Kommission zur Liquidation des Analphabetentums bei der Hauptverwaltung für politische Aufklärung. - Pokrowsk 1927 [Autoren: J. Kufeld, F. Trippel, J. Jung, A. Mattern]

## Журнальные и газетные статьи (выборка)
- Religion und Landwirtschaft, in: Unsere Wirtschaft (Marxstadt), Nr. 8/1922, S. 226-235.
- Aushebung der Kirchenschätze, in: Unsere Wirtschaft  12/1922, S. 354-359; Nr. 13/1922, S. 386-390.
- Religiöse Sekten in den wolgadeutschen Kolonien, in: Unsere Wirtschaft (Pokrowsk), Nr. 4/1923, S. 127-128; Nr. 5/1923, S. 159-160
- Vom Werden der Bibel, in: Unsere Wirtschaft, Nr. 11/1923, S. 350-351; Nr. 12/1923, S. 383-384.
- Die Grimmer Zentralschule, in: Unsere Wirtschaft, Nr. 3/1924, S. 72-75; Nr. 4/1924, S. 107-109.
- 1905 in der Katharinenstädter Zentralschule, in: Unsere Wirtschaft, Nr. 24/1925, S. 765-767.
- Die 1. Atheistenkonferenz der Wolgadeutschen Republik, in: Nachrichten (Pokrowsk), Nrn. 139, 140, 141/1927
- Über die Vorbereitung neuer pädagogischer Kader durch den Fernunterricht/Zur Unionskonferenz deutscher Lehrer, in: Nachrichten, Nr. 135 vom 21. Juni 1931.
- Abriss aus der Geschichte des gottlosen Kampfes in der deutschen Wolgarepublik, in: Neuland (Charkow). Antireligiöse Zweiwochenschrift der deutschen Werktätigen. Nr. 19-20/1933, S. 588-592.